# Liste de films ayant fait le plus d'entrées en un jour en France
Voici la liste des films ayant réalisé plus de 500 000 entrées en France lors de leur premier jour d'exploitation. Ces chiffres incluent les entrées réalisées en avant-premières.
Il est à noter qu'aucun film datant d'avant 2000 ne figure dans ce classement.

## Liste
| Rang | Titre                                               | Année | Entrées | Nationalité |
| ---- | --------------------------------------------------- | ----- | ------- | ----------- |
| 1    | 007 Spectre                                         | 2015  | 850 297 | Royaume-Uni |
| 2    | Spider-Man 3                                        | 2007  | 804 345 | États-Unis  |
| 3    | Taxi 2                                              | 2000  | 801 922 | France      |
| 4    | L'Âge de glace 3                                    | 2009  | 767 099 | États-Unis  |
| 5    | Harry Potter et les Reliques de la Mort - 2e partie | 2011  | 732 206 | Royaume-Uni |
| 6    | Harry Potter et l'Ordre du Phénix                   | 2007  | 720 610 | Royaume-Uni |
| 7    | Les Indestructibles 2                               | 2018  | 694 361 | États-Unis  |
| 8    | Pirates des Caraïbes : Le Secret du coffre maudit   | 2006  | 693 303 | États-Unis  |
| 9    | Avengers : Endgame                                  | 2019  | 692 142 | États-Unis  |
| 10   | Star Wars, épisode III : La Revanche des Sith       | 2005  | 641 799 | États-Unis  |
| 11   | Harry Potter et la Chambre des secrets              | 2002  | 631 427 | Royaume-Uni |
| 12   | Le Roi lion                                         | 2019  | 630 478 | États-Unis  |
| 13   | Astérix & Obélix : Mission Cléopâtre                | 2002  | 629 148 | France      |
| 14   | Harry Potter et le Prince de Sang-Mêlé              | 2009  | 626 000 | Royaume-Uni |
| 15   | Star Wars, épisode VII : Le Réveil de la Force      | 2015  | 619 200 | États-Unis  |
| 16   | Harry Potter et la Coupe de Feu                     | 2005  | 606 591 | Royaume-Uni |
| 17   | Les Minions 2 : Il était une fois Gru               | 2022  | 603 500 | États-Unis  |
| 18   | Les Minions                                         | 2015  | 596 291 | États-Unis  |
| 19   | 2012                                                | 2009  | 591 517 | États-Unis  |
| 20   | Twilight, chapitre III : Hésitation                 | 2010  | 590 855 | États-Unis  |
| 21   | Men in Black II                                     | 2002  | 580 978 | États-Unis  |
| 22   | Matrix Reloaded                                     | 2003  | 576 544 | États-Unis  |
| 23   | Bienvenue chez les Ch'tis                           | 2008  | 558 359 | France      |
| 24   | Twilight - Chapitre 5 : Révélation 2e partie        | 2012  | 552 766 | États-Unis  |
| 25   | Harry Potter et le Prisonnier d'Azkaban             | 2004  | 545 574 | Royaume-Uni |
| 26   | Les Bronzés 3 - Amis pour la vie                    | 2006  | 537 882 | France      |
| 27   | Vice-versa 2                                        | 2024  | 527 504 | États-Unis  |
| 28   | Star Wars, épisode VIII : Les Derniers Jedi         | 2017  | 503 727 | États-Unis  |
| 29   | La Vérité si je mens ! 2                            | 2001  | 503 582 | France      |
| 30   | Shrek 4 : Il était une fin                          | 2010  | 503 519 | États-Unis  |
| 31   | Spider-Man 2                                        | 2004  | 502 494 | États-Unis  |
| 32   | Taxi 3                                              | 2003  | 501 225 | France      |

007 Spectre qui détient actuellement le record est sorti le mercredi 11 novembre 2015, Spider-Man 3 en deuxième position était sorti exceptionnellement un mardi qui était également un jour férié (1er mai).
Bienvenue chez les Ch'tis lors de sa première journée nationale avait déjà attiré 555 392 spectateurs dans une première semaine "régionale" (Nord-Pas-de-Calais et Somme).
L'Âge de glace 3 et Shrek 4 : Il était une fin sont tous les deux sortis pendant la Fête du cinéma, juste avant les "grandes vacances scolaires".